# كتاب المعراج
كتاب المعراج هو كتاب إسلامي يُعنى برحلة المعراج و هي صعود نبي الإسلام محمد إلى السماء و التي تلت معجزة إسرائه من مكة المكرمة إلى المسجد الأقصى في القدس. الكتاب مقسم إلى 7 فصول و قد كتب بالعربية بخط النسخ. يُعتقد ان كاتبه هو أبو القاسم عبد الكريم بن هوازن بن عبد الملك بن طلحة بن محمد القشيري (من 367 إلى 465هـ).
تُرجم الكتاب في النصف الثاني من القرن ال13 إلى اللاتينية و الإسبانية و من ثم إلى الفرنسية القديمة. يعتقد بعض الباحثين، و من ضمنهم أسين بلاثيوس و إنريكو سِرولي، أن المنظور الإسلامي للنار كان له أثر على كتاب دانتي (الكوميديا الإلهية) الذي كتبه في القرن ال14.